# 骆驼（甲）遗址
骆驼（甲）遗址，位于中国青海省平安县三合乡骆驼堡村，为青海省市县级文物保护单位，公布日期为1987年6月2日，类型为古遗址。
骆驼（甲）遗址的历史年代为新石器时代。